# United States Naval Academy
Die United States Naval Academy (USNA; englisch für „Marineakademie der Vereinigten Staaten“) ist eine Marineakademie. Sie ist die Offizierschule der Marine und der Marineinfanterie der Vereinigten Staaten. Die Volkszählung von 2020 erfasste für den Naval Academy CDP 485 Einwohner. 

## Geschichte
Als die Gründer der United States Naval Academy nach einem geeigneten Standort suchten, wurde berichtet, dass der damalige Marineminister, George Bancroft, beschloss, die Marine-Schule „in der gesunden und abgelegenen“ Lage von Annapolis, Maryland, zu bauen, um Kadetten „von den Versuchungen und Ablenkungen, die notwendigerweise mit einer großen und bevölkerungsreichen Stadt verbunden sind“ zu bewahren. Annapolis liegt 33 Meilen östlich von Washington, D.C. und 30 Meilen südöstlich von Baltimore. Die Akademie begann als Marineschule auf 10 Hektar des alten Fort Severn in Annapolis. Die „Philadelphia Naval Asylum School“ war ihr Vorgänger. Der Lehrplan wies für die 50 Kadetten Mathematik und Navigation, Schießübungen, Chemie, Englisch, Naturphilosophie und Französisch aus. Vier von den ursprünglich sieben Mitgliedern des Lehrkörpers kamen aus Philadelphia, davon waren drei Zivilisten und vier Offiziere. Die Einrichtung wurde am 10. Oktober 1845 von Bancroft eingeweiht. Der US-Kongress hatte keine Mittel bereitgestellt.
1850 wurde die Akademie unter Aufsicht des „Bureau of Ordnance and Hydrography“ (Waffen- und Hydrographieamt) gestellt und umbenannt in „United States Naval Academy“ (USNA). Ein fortlaufendes 4-Jahres-Studium wurde eingerichtet, in dessen Verlauf die Studenten die Sommermonate zum Training auf See verbrachten. 1892 wurden die Berufungen der Lehrenden unter die Kontrolle des Kongresses gestellt.
Kurz vor Beginn des Amerikanischen Bürgerkriegs gab es auch an der Marineakademie Streitereien zwischen den Kadetten die unterschiedlichen Lagern angehörten. Nach Kriegsbeginn wurde die Akademie wegen der Nähe zur Grenze der Südstaaten und einer eventuellen militärischen Bedrohung evakuiert und nach Newport in Rhode Island verlegt. Dort verblieb sie bis zum Oktober 1865, ehe sie wieder zum ihrem regulären Standort in Annapolis zurückkehrte. In der Zwischenzeit wurde das Gelände in Annapolis von der Unionsarmee verwaltet.   
Gegen Ende des 19. Jahrhunderts befanden die Verantwortlichen die Einrichtungen als ungeeignet und empfahlen einen umfassenden Plan für einen Neubau. Moderne Gebäude aus Granit ersetzten die alten Holzkonstruktionen von Fort Severn, das 1909 abgerissen wurde. Mit dem Bau der „New Naval Academy“ wurde 1899 begonnen. Der wiederaufgebaute und vergrößerte Campus reflektierte die Wichtigkeit der US-Marine in der internationalen Politik von Theodore Roosevelt, der von September 1901 bis 1909 US-Präsident war und von 1897 bis 1898 Stellvertretender Marineminister gewesen war.
Roosevelt legte am 6. Dezember 1904 mit der Roosevelt-Corollary, seinem Zusatz zur Monroe-Doktrin, den Grundstein für eine expansionistischere Außenpolitik innerhalb der westlichen Hemisphäre, wo die Vereinigten Staaten seiner Meinung nach als Polizeigewalt auftreten sollten (siehe auch Außenpolitik der Vereinigten Staaten#Geschichte).
Die Schule bildet die Offiziersanwärter aus, bietet daneben Lehre und Forschung auf wissenschaftlicher Basis und gilt als eine der renommiertesten Hochschulen des Landes. Das Institut, das vom US-Verteidigungsministerium finanziert wird, befindet sich auf der Nordseite der Stadt Annapolis, wo der Severn River in die Chesapeake Bucht fließt.
Nach vier Jahren Ausbildung müssen die Absolventen fünf Jahre in der US Navy oder dem US Marine Corps dienen. Maskottchen der Akademie ist Bill the Goat (Bill die Ziege). Das Motto ist ex scientia tridens (lat. für „Aus Wissenschaft Seemacht“). 1976 wurden auch Frauen zur Ausbildung zugelassen.
Die US Naval Academy ist das Pendant zur United States Military Academy der US Army, zur United States Air Force Academy der US-Luftstreitkräfte und zur United States Coast Guard Academy der US-Küstenwache.
Einige Faktoren haben seit Gründung der USNA die Möglichkeiten und Grenzen der Marine und damit einhergehend die Ausbildung der Kadetten erheblich verändert. Einige Beispiele sind die Verbreitung der Brisanzgranate, die Erfindung des Flugzeugs und Entwicklung von Militärflugzeugen, die Dreadnought (neuer überlegener Schiffstyp ab 1906; die USA legten 1906 und 1907 jeweils eine, ab 1908 kontinuierlich jedes Jahr zwei Dreadnoughts auf Stapel), die Entwicklung der U-Boot- und Torpedotechnik, die Entwicklung des Radars, die Entwicklung von Verschlüsselungsmaschinen (z. B. der Enigma), Präzisionsgelenkte Munition, Raketen, die Atombombe, der großflächigen Satellitenbeobachtung und der Einsatz von Kernreaktoren zum Antrieb von Schiffen und U-Booten, der ihre Reichweite enorm steigerte.
Die beiden Weltkriege brachten zahlreiche neue Erkenntnisse zur Führung von Seegefechten, -kriegen und -blockaden.
Die Naval Academy beherbergt die letzte Ruhestätte ihres Seehelden John Paul Jones; seine Worte „Ich habe noch nicht angefangen zu kämpfen“ haben Generationen von Marineoffizieren inspiriert. 1906 hatte Präsident Roosevelt die sterblichen Überreste von Jones in Paris entdeckt und die Gelegenheit genutzt, die Aufmerksamkeit des US-Kongresses auf seine Pläne für den Aufbau einer großen Navy zu ziehen, indem er Jones aufwändig nach Annapolis überführen ließ. Als Vorbild diente ihm dabei Napoleons Grab im Invalidendom in Paris. Die Gruft befindet sich unterhalb der Akademie-Kapelle. Als „National Historic Site“ besuchen mehr als eine Million Touristen jedes Jahr die Naval Academy.   
Präsidentin ist der Superintendent (of the United States Naval Academy), dies ist seit dem 11. Januar 2024 Vizeadmiral Yvette M. Davids (USNA-Absolventenjahrgang 1989; 64. Amtsinhaberin).

## Akademische Bildung
Während die akademische Ausbildung der USNA zum Bachelor-Abschluss führt, betreibt die US Navy zusätzlich zwei Graduate Schools, die Naval Postgraduate School und das Naval War College.

### Curriculum
| Arabistik             | Anglistik               | Betriebswirtschaft         |
| Chemie                | Chinesische Philologie  | Geschichte                 |
| Informatik            | Ingenieurwissenschaften | Luft- und Raumfahrttechnik |
| Naturwissenschaften   | Maschinenbau            | Mathematik                 |
| Meereskunde           | Physik                  | Politikwissenschaft        |
| Schiffbau             | Schiffstechnik          | Systems Engineering        |
| Technische Informatik | Wirtschaftsinformatik   | Volkswirtschaftslehre      |

### Wissenschaftliche Lehre und Forschung
Die Lehre an der USNA wird vornehmlich von so genannten Permanent Military Professors (PMP) geleistet. Dies sind Navy- oder Marine Corps-Offiziere, die an die USNA kommandiert sind, um dort Seminare abzuhalten und Studierende auf ihrem akademischen Weg zu betreuen. Darüber hinaus lehren internationale Austauschoffiziere an der Academy, die dort für bis zu drei Jahre stationiert sind, so auch stets ein Offizier der Deutschen Marine. Ferner setzt sich der Lehrkörper aus einem zivilen Mittelbau zusammen, wobei die Gewichtung zwischen zivilen und militärischen Instruktoren in etwa 50:50 liegt. 
Obwohl der Schwerpunkt an der USNA in der militärischen Ausbildung liegt, sind Midshipmen angehalten, sich auch akademisch zu qualifizieren, etwa durch eigene Forschung im Rahmen von Bachelorarbeiten, durch Mitwirkung an eigenen Tagungen wie dem McMullen Naval History Symposium des Seminars für Geschichtswissenschaft oder der USNA Foreign Affairs Conference des Seminars für Politikwissenschaft. Ferner betreibt die USNA ein strukturiertes Austauschprogramm, bei dem internationale Studierende an der USNA studieren oder Delegationen sich gegenseitig besuchen. 
Zwei Gastprofessorenprogramme runden die Lehre ab. Zum einen der Distinguished Chair of Naval Heritage, gestiftet vom Absolventenjahrgang des Jahres 1957. Dieser Chair ist am Institut für Geschichtswissenschaft angesiedelt und bringt renommierte Marinehistoriker an die Academy. Zum anderen ist der McCain-Fulbright Distinguished Visiting Professor im Bereich Politikwissenschaft zu nennen. Das Programm wurde vom US-Kongress ins Leben gerufen, um internationale Akademiker in der Mitte ihrer Karriere an die USNA zu bringen, um Kurse zu Themen zu unterrichten, die ihren regionalen Hintergrund betreffen. Die Wissenschaftler besuchen dabei auch Denkfabriken und militärischen Hochschuleinrichtungen im ganzen Land. Erster Gastprofessor war der deutsche Marineexperte Sebastian Bruns.

## Bekannte Absolventen
- Mervyn Sharp Bennion (1887–1941) – Kapitän mehrerer Kriegsschiffe und Träger der Medal of Honor
- Jimmy Carter (1924–2024) – 39. Präsident der USA
- Charles Duke (* 1935) – Astronaut, 10. Mensch auf dem Mond mit Apollo 16
- Robert A. Heinlein (1907–1988) – Science-Fiction-Schriftsteller
- Robert Hoernschemeyer (1925–1980) – American-Football-Spieler
- James Irwin (1930–1991) – Astronaut, 8. Mensch auf dem Mond mit Apollo 15
- William Lederer (1912–2009) – Schriftsteller
- James Arthur Lovell (1928–2025) – Astronaut, Kommandant von Apollo 13
- Alfred Thayer Mahan (1840–1914) – Marineschriftsteller und -stratege
- John McCain (1936–2018) – US-Senator und Kandidat der Republikaner um die US-Präsidentschaft 2008
- Albert A. Michelson (1852–1931) – Nobelpreis für Physik 1907
- Oliver North (* 1943) – Schlüsselfigur der Iran-Contra-Affäre
- Ross Perot (1930–2019) – Unternehmer und Politiker
- David Robinson (* 1965) – Basketballspieler, Mitglied der 50 besten NBA-Spieler aller Zeiten, Olympiasieger 1992 und 1996
- Alan Shepard (1923–1998) – Astronaut, erster Amerikaner im All, 5. Mensch auf dem Mond mit Apollo 14
- Roger Staubach (* 1942) – American-Football-Spieler
- Franklin Van Valkenburgh (1888–1941) – Kapitän mehrerer Kriegsschiffe und Träger der Medal of Honor
- Cassin Young (1894–1942) – Kapitän mehrerer Kriegsschiffe und Träger der Medal of Honor

## Superintendenten der United States Naval Academy
→ siehe Superintendenten der United States Naval Academy